# 추연 (수호전)

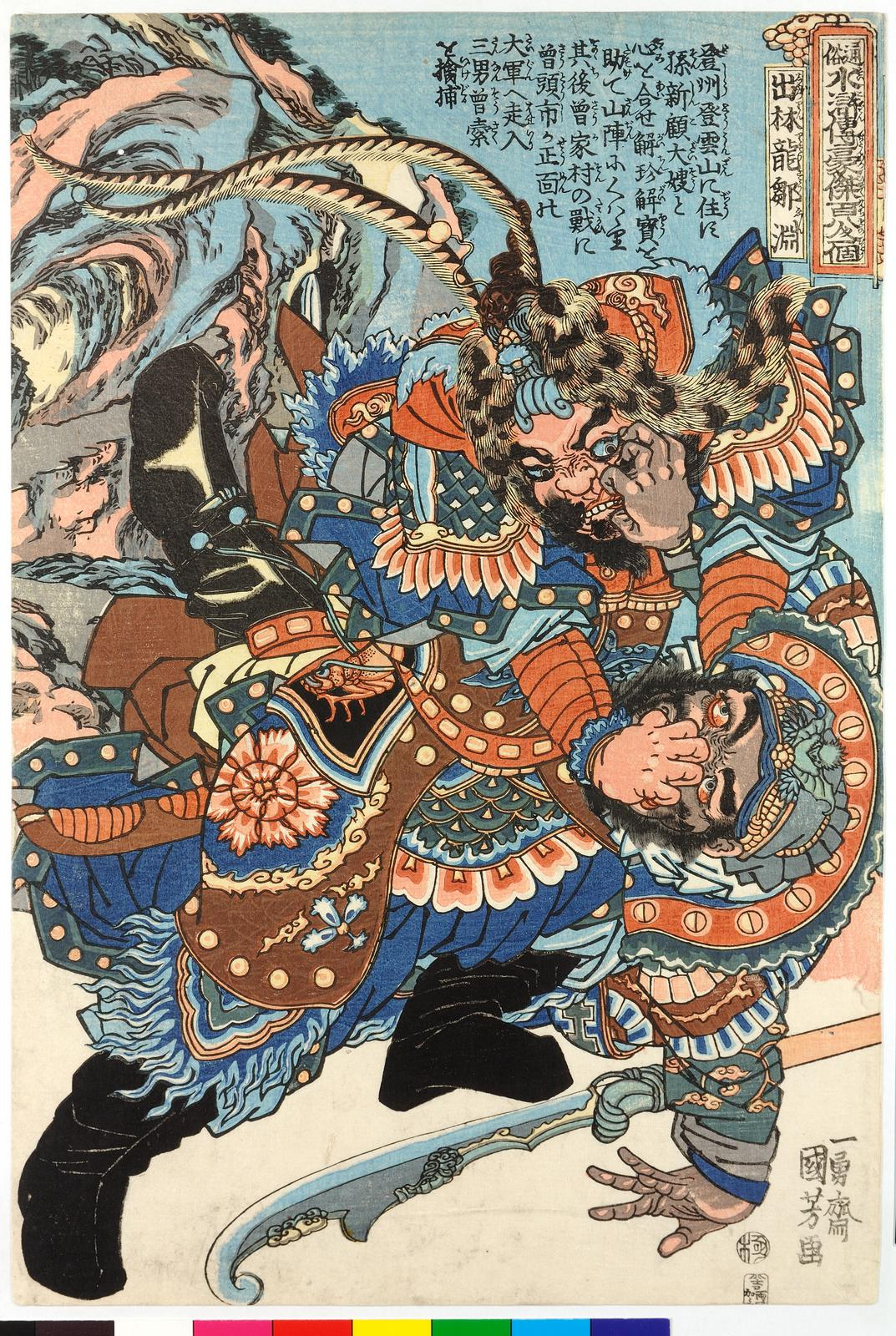

추연(鄒淵)은 중국의 사대기서(四大奇書) 중 하나인 《수호전》(水滸傳)에 등장하는 인물로, 108성 중 90위이자 지살성(地煞星)의 지단성(地短星)에 해당한다. 별호는 출림룡(出林龍). 성품이 세고 순수하여 알기 쉬운 성격. 무기는 대부(큰 도끼). 조카로 추윤이 있다.

## 생애
등주 등운산에서 조카 추윤과 함께 졸개를 이끌고 산적질을 하고 있었다. 또한 추윤과 함께 노름을 좋아하였으며, 그것이 인연으로 도박장도 운영하고 있는 손신과 고대수와는 안면이 있었고, 게다가 먼 친척 관계이기도 하였다.
어느 날 손신으로부터 모태공에 속아 감금되어 죽임을 당할 뻔한 해진과 해보의 탈출 계획에 동참하기를 부탁받자 추윤과 함께 흔쾌히 승낙하였다. 여기에 손립도 가세하여 추연은 믿을 만한 졸개들만 거느리고 손신과 함께 관공서와 모태공의 저택을 습격하여 해진과 해보를 구출하고 모태공·모중의 부자 일가와 모태공의 사위인 공목(재판관) 왕정 등을 몰살시켰다. 등주에서 도망친 후에는 추연의 친구인 양림, 등비, 석용 등이 있는 양산박으로 향하는데 양산박은 축조봉의 축가장과 싸우는 중이었다. 그래서 오용의 계책에 협조하여 손립 등과 함께 축가장으로 잠입하여 내부에서 내응해 축가장을 멸하는 데 도움을 주었다. 이후 추윤, 손립 등과 함께 양산박에 들어간다.
양산박 입산 후에는 추윤과 함께 보군 장교가 된다. 이후에는 호연작전, 북경 대명부 공격, 증두시 공격에도 참여하였다. 양산박의 조정 귀순 후에도 요나라전, 전호, 왕경 토벌에 참여하였다. 방랍토벌에서는 흡주 공격에서 적장 왕인을 추윤, 황신, 손립 등과 함께 공격하고, 여기에 임충이 가세함으로써 왕인을 죽인다. 마지막 청계현 전투에서 전사한다.